# Alfredo (ur. 1904)
Alfredo, właśc. Alfredo Pires de Andrade (ur. 8 kwietnia 1904 w São Paulo, zm. ?) – piłkarz brazylijski grający na pozycji defensywnego pomocnika.

## Kariera klubowa
Alfredo w latach trzydziestych występował w klubie Santos FC.

## Kariera reprezentacyjna
Alfredo zadebiutował w reprezentacji Brazylii 6 września 1931 w wygranym 2-0 meczu z reprezentacją Urugwaju, którego stawką było Copa Rio Branco 1931. Był to jego jedyny występ w reprezentacji Brazylii.